# Тибодо (Луизијана)
Тибодо (енгл. Thibodaux) град је у америчкој савезној држави Луизијана.

## Демографија
По попису из 2010. године број становника је 14.566, што је 135 (0,9%) становника више него 2000. године.
| Група             | 2000.         | 2010.         |
| Белци             | 9.164 (63,5%) | 9.113 (62,6%) |
| Афроамериканци    | 4.872 (33,8%) | 4.776 (32,8%) |
| Азијати           | 93 (0,6%)     | 152 (1,0%)    |
| Хиспаноамериканци | 148 (1,0%)    | 290 (2,0%)    |
| Укупно            | 14.431        | 14.566        |